# Christopher Grotheer
Christopher Grotheer (født 30. juli 1992) er en tysk skeletonfører.
Han repræsenterede Tyskland under de olympiske vinterlege 2018 i Pyeongchang, hvor han blev nummer 8.
Han vandt guldmedaljen i mændenes skeleton single-konkurrence ved vinter-OL 2022 i Beijing, Tysklands første nogensinde i denne begivenhed.